# Medusa (album Annie Lennox)
Medusa – album Annie Lennox, wydany w 1995 roku.

## Ogólne informacje
Był to drugi solowy album artystki. Znalazły się na nim wyłącznie kowery piosenek innych wykonawców, takich jak Al Green, Procol Harum, Paul Simon czy Bob Marley. Płyta spotkała się z dużym sukcesem (dotarła do miejsca 1. w Wielkiej Brytanii i 11. w Stanach Zjednoczonych), a dwa pierwsze single z albumu stały się wielkimi przebojami.
W Polsce nagrania osiągnęły status złotej płyty.

## Lista utworów
1. „No More «I Love You's»”
2. „Take Me to the River”
3. „A Whiter Shade of Pale”
4. „Don't Let It Bring You Down”
5. „Train in Vain”
6. „I Can't Get Next to You”
7. „Downtown Lights”
8. „Thin Line Between Love and Hate”
9. „Waiting in Vain”
10. „Something So Right”
11. „Heaven” (bonus na wersji japońskiej i meksykańskiej)

## Pozycje na listach sprzedaży
| Kraj              | Pozycja |
| ----------------- | ------- |
| Wielka Brytania   | 1       |
| Stany Zjednoczone | 11      |
| Niemcy            | 4       |
| Austria           | 2       |
| Szwajcaria        | 6       |
| Francja           | 5       |
| Holandia          | 7       |
| Belgia            | 3       |
| Szwecja           | 4       |
| Norwegia          | 4       |
| Australia         | 5       |

## Single
- 1995: „No More «I Love You's»”
- 1995: „A Whiter Shade of Pale”
- 1995: „Waiting in Vain”
- 1995: „Something So Right”